# 정종관 (법조인)
정종관(1963년~)은 2017년 2월 9일에 취임한 제12대 의정부지방법원 법원장이다.

## 생애
1963년 전라북도 옥구에서 태어난 정종관은 1981년 전주고등학교와 1985년 서울대학교 법학과를 졸업했다. 대학교 4학년에 재학 중이던1984년 제26회 사법시험에서 함께 합격해 1990년 서울민사지방법원 판사에 임용되었다. 이후 1999년 서울고등법원 판사와  2000년 대법원 재판연구관, 2003년 강릉지원장을 거쳐 2004년 수원지방법원 성남지원, 2009년 대전고등법원 등에서 부장판사를 했다.